# یونایتد نچرال فودز
یونایتد نچرال فودز (انگلیسی: United Natural Foods) شرکت صنایع غذایی آمریکایی است، که در سال ۱۹۹۶ تأسیس شد.